# 鈴木美咲
鈴木 美咲（すずき みさき、1990年2月3日 - ）は、日本の女性声優。福島県会津若松市出身。ワンダースペース所属。

## 経歴
声優を目指すようになったのは大学生の時、進学して最初に友人になった人物に、アナウンスサークルに誘われて、入部。そこで、DJ、ドラマCDを制作していくうちに、職業としての声優に興味を持ち始めたという。大学生ながらもオーディションを受けて事務所に所属したという。
総合学園ヒューマンアカデミー卒業。
声優デビュー時よりスリートゥリーに所属。2020年12月末をもって退所し、2021年1月よりワンダースペースに移籍した。
2022年3月1日、自身のTwitterで一般男性との結婚を報告した。

## 人物
趣味・特技はゲーム・ミュージカル鑑賞・ダンス・片手側転。座右の銘は「思い立ったら吉日」。

## 出演
太字はメインキャラクター。

### テレビアニメ
2010年
- 屍鬼（村迫博巳）
- それいけ!アンパンマン（ホルン〈初代〉）
- FAIRY TAIL（魔導師）

2011年
- フリージング（メイド）
- アスタロッテのおもちゃ!（クー（クートフレダ））

2012年
- しばいぬ子さん（石橋茶子）
- ペルソナ4（女子生徒）

2013年
- カーニヴァル（ユッキン）
- スパロウズホテル（女A、客D、客F）

2014年
- 犬神さんと猫山さん（女の子、柊木桐）

2015年
- みりたり!（アリア大佐）

2016年
- マギ シンドバッドの冒険（女の子A）
- 魔装学園H×H（レイラ・ヒューイット）

2017年
- 王様ゲーム The Animation（宮崎絵美）

2018年
- あっくんとカノジョ（ギャルゲーのかずさ）

2019年
- 猫のニャッホ（ワトソン）

2021年
- BanG Dream! ガルパ☆ピコ ふぃーばー!（野生動物、ヤギ、客、生徒 他）

2022年
- バンドリ! ガールズバンドパーティ! 5th Anniversary Animation -CiRCLE THANKS PARTY!-（女の子B）
- BanG Dream! シリーズ（2022年 - 2025年、観客、テレビ局AD、生徒B、吹奏楽部員C、生徒D 他） - 3シリーズ
- 恋愛フロップス（犬）

2023年
- 聖剣学院の魔剣使い（女子生徒、リンゼ、カーバンクル）

2025年
- ぬきたし THE ANIMATION（モブ）

### 劇場アニメ
- 劇場版 BanG Dream! ぽっぴん'どりーむ!（2022年、旅行客）
- 大室家 dear sisters（2024年、モブB、犬）

### OVA
- アスタロッテのおもちゃ! EX（2011年、クー〈クートフレダ〉）

### Webアニメ
- 印西あるある物語（2022年、ともみ[13]）

### ゲーム
- マイアといっしょ！（2012年、白鷺・レーベンシュタイン・マイア）
- ウチの姫さまがいちばんカワイイ（2014年、チユリ・クロッセア）
- レヴァナントゲート（2014年）
- Song of Memories（2016年、AZUMI[14]）
- センシル～ファンタジー着せ替えバトル～（2017年、ライム[15]）
- RPGツクールMV Trinity（2018年、格闘家 シュン[16]）
- 龍が如く8（2024年）

### ドラマCD
- 神様はじめました 鬼神と野孤の戯れ

### 吹き替え

#### 映画
- 溺殺魔 セバスチャン・ドナー（英語版）（マディソン〈ミシェル・マイレット〉）
- カウントダウン（ジョーダン・ハリス〈タリタ・ベイトマン〉）

#### アニメ
- 風の王国と魔女（ホリー）

### モーションコミック
- 北欧女子 オーサが見つけた 日本の不思議

### アプリ
- 目覚ましアプリ もし幼なじみと妹が目覚ましアプリになったら（みさき）
- 龍が如くオンライン（ヒカル）

### ラジオ
※はインターネット配信。
- アニたま喫茶 三姉妹。（2010年 - 2012年、ラジオ関西）
- 鈴木美咲と田口麻紀子の港学園女子軽音楽部（2012年 - 2013年、超!A&G+※）[17]
- 伊福部崇のラジオのラジオ（2014年 - 2015年、超!A&G+※）
- Creators in Radio（2015年 - 2016年、YouTube※）[18]
- C.P.United feat.OZMAFIA!!（2016年、ラジオ関西）

### インターネット配信
- 鈴木美咲がなんかやるかも（未定の予定は仮定）（ニコニコ生放送 スリートゥリー我楽多チャンネル：2011年6月29日）
- TOPANGA　TV（TOPANGA公式サイト：2014年3月12日 - ）

### 舞台
- オズの西遊記〜Legend of GO WEST（2010年6月） - エイミー 役
- 朗読イベント イノセントスカイ（2011年9月25日、めぐろパーシモンホール）
- 朗読劇 リストランテ（2011年11月8日、めぐろパーシモンホール）
- ヒトリシバイナイト（2011年12月27日、渋谷TAKE OFF 7）
- ThreeTreePresents GARAKUTA ACT vol.1『キャラコレ』（2013年3月26日、渋谷TAKE OFF 7）

### 音楽CD
| 発売日                                 | タイトル                              | 名義                   | 楽曲                                      | タイアップ                                  |
| 2015年                                 | 2015年                                | 2015年                 | 2015年                                    | 2015年                                      |
| -------------------------------------- | ------------------------------------- | ---------------------- | ----------------------------------------- | ------------------------------------------- |
| 3月28日                                | 紛争の友〜みりたり!サウンドトラック〜 | アリア大佐（鈴木美咲） | 「みりたりずむ!〜コンバットナイフVer.〜」 | テレビアニメ『みりたり!』キャラクターソング |
| 2016年                                 |                                       |                        |                                           |                                             |
| 4月3日（先行発売） 4月13日（一般販売） | Happy Dream                           | Dream4You              | 「Happy Dream」 「残酷な天使のテーゼ」    |                                             |

### その他
- AT-X 「ウチの夏フェス2103」（フレッシュ夏フェス隊）
- OKStars Q&A Talk Live アシスタントMC
- スクラッチTVCM（売り子）
- 美声文庫
- FridgeezooFriends（ウシ、トラ）
- ラジオ関西あにたま枠CM・企業 PVナレーション
- ラジオ関西チェキらぼ（第67回）に総合学科ヒューマンアカデミー在学中ゲストとして出演

### シリーズ一覧
1. ↑  『Morfonication』（2022年）、『It's MyGO!!!!!』（2023年）、『Ave Mujica』（2025年）

### 初出話一覧
1. ↑  第2話初出
2. ↑  第4話初出
3. ↑  第7話初出
4. ↑  第1話初出

### ユニットメンバー
1. ↑  MISAKI（早乃香織）、TSUKASA（上野優華）、RIKO（長谷川唯）、AZUMI（鈴木美咲）、KARIN（緑川優美）